# Jimena de la Frontera
Jimena de la Frontera település Spanyolországban, Cádiz tartományban. Jimena de la Frontera Alcalá de los Gazules, Cortes de la Frontera, Gaucín, Casares, Manilva, San Roque és Castellar de la Frontera községekkel határos. Lakosainak száma 6695 fő (2024).

## Népesség
A település népessége az utóbbi években az alábbiak szerint változott:
| Lakosok száma | 9182 | 9355 | 9893 | 10 431 | 10 447 | 9710 | 9756 | 6951 | 6665 | 6695 |
|               | 2001 | 2004 | 2006 | 2009   | 2011   | 2014 | 2016 | 2019 | 2021 | 2024 |